# Bryan Stanley Johnson
Bryan Stanley Johnson (5 de febrero de 1933-13 de noviembre de 1973) fue un novelista experimental, poeta, crítico literario, productor de televisión y cineasta de origen inglés.

## Primeros años
Nacido en el seno de una familia de clase obrera, Johnson fue evacuado de Londres durante la Segunda Guerra Mundial y dejó la escuela a los dieciséis años para dedicarse a diversos oficios, como auxiliar de contabilidad, oficinista en un banco o empleado de Standard Oil Company. Esto no fue óbice para que aprendiese latín de forma autodidacta en su tiempo libre. Asistió además a un curso preparatorio para el acceso a la universidad en Birkbeck College y consiguió aprobar el examen de acceso al King's College de Londres.

## Carrera
Tras graduarse sin destacar especialmente, Johnson escribió varias novelas, a cual más experimental, a menudo muy personales, y que en la actualidad se clasificarían en la llamada escritura visual. Durante sus primeras andaduras como escritor colaboró en varios proyectos con su amigo íntimo y también escritor Zulfikar Ghose, con quien publicó una serie de historias conjuntas Statement Against Corpses. Como ocurre con sus primeras narraciones (al menos superficialmente) sus dos primeras novelas, Travelling People (1963) y Albert Angelo (1964), resultan algo convencionales a primera vista, en lo que se refiere a la trama. Sin embargo, la primera novela emplea varios artefactos narrativos novedosos y uno de sus capítulos se presenta como un guion cinematográfico. La segunda novela incluye una página agujereada, con la que se invita al lector a jugar con la dimensión temporal de la narración y elegir qué palabras lee primero. Obra tras obra, el autor desarrolló una escritura cada vez más experimental. The Unfortunates (1969) es una obra compuesta de 27 capítulos sin encuadernar y presentados en una caja; los lectores pueden elegir el orden de lectura de los capítulos, a excepción de los capítulos 'Primero' y 'Último', que sí vienen indicados por el autor. En House Mother Normal (1971), cada capítulo narra el mismo hecho desde el punto de vista de uno de los personajes de la historia, y esta narración mezcla el monólogo interior (en primera persona) con la narración en tercera persona, confundiendo hechos y pensamientos.
Johnson se relacionaba con un círculo informal de autores 'experimentales' de la Gran Bretaña de los años sesenta, entre los que se contaba a Alan Burns, Eva Figes, Rayner Heppenstall, Ann Quin, Stefan Themerson y Wilson Harris, entre otros. Muchos de estos autores participaron en la novela London Consequences, una historia para la que Margaret Drabble y B. S. Johnson escribieron juntos el primer y último capítulo y dejaron a otros veinte autores que se encargaran de escribir sucesivamente otros tantos, a modo de palimpsesto por capítulos; la novela fue editada por Drabble y Johnson. Johnson también realizó numerosas películas experimentales, publicó poesía y escribió críticas, cuentos y obras de teatro. Fue editor de poesía de Transatlantic Review durante muchos años.
En su relato sobre su amistad con V S Naipaul, Sir Vidia's Shadow', Paul Theroux menciona en varias ocasiones a B.S. Johnson.

## Muerte y legado
Johnson se suicidó con 40 años de edad: cada vez más deprimido por su falta de éxito comercial y agobiado por problemas familiares, decidió cortarse las venas.
Cuando murió, Johnson era más bien desconocido entre el gran público, pero con el tiempo ha ido adquiriendo el estatus de escritor de culto. En el año 2000, se estrenó con gran éxito de crítica una adaptación cinematográfica de la última de sus novelas publicada en vida, La contabilidad privada de Christie Malry (1973).
En el álbum Live a Little del grupo Pernice Brothers (2006), el cantante y compositor Joe Pernice realiza un tributo a Johnson. 
Like a Fiery Elephant, la biografía de Johnson escrita por Jonathan Coe en 2004, ha reavivado el interés por su obra. 
En abril de 2013, British Film Institute publicó You're Human Like the Rest of Them, una recopilación de películas de Johnson que forma parte de la serie de DVD BFI Flipside.

### Novelas
- Travelling People (1963)
- Albert Angelo (1964)
- Trawl (1966)
- Los desafortunados (1969)
- House Mother Normal (1971)
- La contabilidad privada de Christie Malry (1973)
- See the Old Lady Decently (1975)

### Antologías, incluidas las editadas por Johnson
- The Evacuees (1968)
- London Consequences: A Novel (1972). Una novela en la que cada capítulo ha sido escrito por un autor distinto, como Johnson, Margaret Drabble y Paul Ableman, entre otros.
- All Bull: The National Servicemen (1973)
- Aren't You Rather Young to be Writing Your Memoirs? (1973). Recopilación de narraciones breves escritas por Johnson entre 1960 y 1973.
- You Always Remember the First Time (1975)

## Filmografía seleccionada
- You're Human Like the Rest of Them (1967)
- Los desafortunados (1969)
- The Smithsons on Housing (1970)[7]
- Paradigm (1969)
- B.S. Johnson on Dr. Samuel Johnson (1971)
- Unfair! (1970)
- Fat Man On A Beach (1973)

## Biografía
- Jonathan Coe. (2004) Like A Fiery Elephant: The Story of B.S. Johnson. Picador

## Investigaciones académicas
- Philip Tew. (2001) B. S. Johnson: A Critical Reading. Manchester University Press, ISBN 978-0-7190-5626-0
- Krystyna Stamirowska, (2006) B. S. Johnson's Novels: A Paradigm of Truth. Kraków: Universitas, ISBN 83-242-0745-7
- Philip Tew, Glyn White. (2007) Re-reading B.S. Johnson. Palgrave Macmillan, ISBN 978-0-230-52492-7
- Vanessa Guignery. (2009) Ceci n’est pas une fiction. Les romans vrais de B.S. Johnson. Presses de l’Université Paris-Sorbonne, ISBN 978-2-84050-643-0
- Nicolas Tredell, (2010) Fighting Fictions: The Novels of B.S.Johnson. Paupers' Press, ISBN 978-0-946650-99-6